# 一途
一途いちず）は、「一般社団法人　一途」に所属する3兄妹ソーシャルバンド。実の3兄妹で、長男くまちゃん（作曲・ベース／コーラス）、次男どんちゃん（作曲・ボーカル／ギター）、長女みっこちゃん（作詞・パーカッション／コーラス）によって構成され、いじめ撲滅、夢の叶え方、家族の絆、などをトークと音楽で伝える。全国の小中学校や福祉施設で年間100回以上の公演を行っている。これまでは株式会社ウォンツの社会貢献事業として活動していたが、2013年8月23日に社団法人化し、スポンサーを募集しながら運営している。

## 来歴
2000年10月16日、3兄妹でパソコン教室、映像教材の制作・販売会社株式会社ウォンツを創業。
2008年春、「3人が兄妹として生まれた理由」「より多くの人に世の中を明るくするメッセージを伝えるには？」というテーマで話し合う。その答えが「音楽」だった。
吹奏楽で全国大会に出場し、プロのアーティストに楽曲を提供する、作曲家としても活動する長男くまちゃん、起業の直前までプロミュージシャンを目指し、某大手音楽レーベルの新人アーティストとして活動を始めた次男どんちゃん、小説家を目指し大阪芸術大学で文芸を専攻していた長女みっこちゃん、それぞれの得意な分野を活かし、3人でオリジナルソングを創り、メッセージを伝える、という活動を開始することを決意。
2008年4月13日（ヨイサの日）に結成。一途（いちず）の「途」とは、旅に出るという意味や、道すじ、という意味。3人がひとつになって、ひたむきに自分たちの信じる道を歩き、常に上を目指そう、という気持ちを込めて命名した。

## メンバー
3人は実の兄妹であり、パソコン教育事業の「株式会社ウォンツ」を創業したメンバーでもある。
くまちゃん (1970年2月5日-)
長男。作曲/ベース/コーラスを担当。本名は鈴木 幸一。株式会社ウォンツ、パソコン講師「くまひげ先生」として教則DVDに出演。ミネハハに楽曲を提供するなど、作曲家としても活動している。全国各地で行うひとり人形劇は、子どもから大人まで幅広く人気を集めている。
どんちゃん (1972年3月11日-)
次男。作曲/ギター/ボーカル/アレンジを担当。本名は鈴木 洋。ウォンツグループの代表取締役会長で、どんまい先生として教則DVDにも出演。FM福井にて「福井あばさけビジネス道」のパーソナリティーも務める。 シリアルアントレプレナー（連続起業家）として、大学や高校などでのキャリア講演も多い。 
みっこちゃん (1975年10月8日-)
長女。作詞/パーカッション／コーラスを担当。本名は青木 美智子。パソコン教則DVDの台本作家も務める。一途の楽曲の歌詞を全て手がけている。

## 音楽活動
ウォンツグループの運営の傍ら、学校や福祉施設など全国で公演を行う。これまでの公演数は400回以上、ライブ動員数は75,000人以上。楽曲制作依頼も多数受けている。

### 楽曲の使用は自由＆無料
一途の楽曲はすべて、営利・非営利を問わず、誰でも無料で使用することができる。楽曲をコピー演奏したり、イベントなどでも利用できる。楽曲に込められた一途のメッセージをより多くの人に伝えたいという想いから、使用料を無料にしている。「一途」楽曲（利用規約）に利用に関する詳細が記されている。

### 外部からの依頼で制作された楽曲歴
一途が依頼を受けて制作した楽曲。
- Honda Cars若狭 社歌：ONENESS（2010年）
- 株式会社八木熊 社歌：歩き続けよう（2010年）
- 福井県越前市大虫小学校創立100周年記念ソング ： Let's Go！ ～越前市大虫小学校応援歌～（2011年）[1][2][3][4]
- 福井県社会福祉協議会60周年記念ソング ： Welfare ～ふれあって つながって 輪になって～（2012年）[5][6]
- 観光庁主催事業「Japan. Thank You.アクション」賛同曲： Thanks to the world（2012年）
- 復興庁主催「Revive Japan Cup2013」グランプリ 鯖江市立待小学校： ひまわり（2012年）[7]
- 福井県あわら市新郷小学校 応援歌：夢の風船 ～あわら市新郷小学校応援歌～（2013年）[8][9]
- 福井県福井市明章小学校 応援歌：ぼくたちの翼 ～羽ばたけ明章小学校～（2013年）
- 福井県坂井市丸岡南中学校 応援歌：Fly High !～丸岡南中学校応援歌～（2013年）
- 福井県鯖江市神明小学校 応援歌：君と一緒なら ～つながろう神明小学校～（2013年）[10][11]
- 福井県越前市白山地区こうのとりソング ： 未来に残そう命の環（2013年）[12][13][14][15]
- 社会福祉法人 福授園 30周年記念ソング ： たんぽぽの花が咲くように（2013年）
- 宮城県石巻市仮設住宅の安藤武雄さん（当時73歳）作詞の東北復興ソング ： 団地音頭（2013年）[16][17]
- 福井県鯖江市 ミート＆デリカささき　サバエドッグテーマソング ： サバエドッグブルース（2014年）
- 福井県立児童科学館 エンゼルランドふくいテーマソング：キラン キララン☆エンゼルランド（2014年）[18][19]

## 曲作り
一途の最大の特長は、そのほとんどが「一人のための一曲」という楽曲制作スタイルにある。
- 長女みっこちゃんが一人の人にインタビューし、その人の人生の中で心に残った出来事、人に伝えたいメッセージなどを聞き出す
- インタビュー内容を歌詞として、言葉をつむぐ
- くまちゃん、どんちゃんが、その歌詞にメロディーを付け楽曲として制作する
- 主にどんちゃんがDTM（Desk Top Music）で、バックミュージックのアレンジを行う

大きく、上記のような工程を経て楽曲が制作される。
例）1stアルバム「生きる証を探そう」に収録されている「そのままでいて」の主人公は一途と同世代の一般女性である。この曲には、主人公の女性が小学生時代にいじめを受けた経験と、そのご主人から「君の全てが好きだ」と当たり前のように言われたことから、「人は誰かに合わせて生きるのではなく、そのままでいい」ということを伝えたい、という願いが込められている。
彼らは、自身の音楽スタイルを「フィルター」と例えているが、その意味は、一般的なミュージシャンが自らの想いを楽曲に込めることに対し、一途は、他の誰かの想いを楽曲や演奏というフィルターを通して表現する、ということに由来する。そこには、演奏者である自分たちではなく、誰もがこの人生の主人公であり、表現者であり、それぞれの物語がこの世界を作っている、という想いが現われている。

## ディスコグラフィー
- 1stアルバム「生きる証を探そう ～Find your own proof of life～」（2008年10月）

10曲収録。子どもの頃いじめを経験した人、信念を貫く人、自分を認められない人、全て受け入れてくれる人、色んな人にインタビューして作られたアルバム。世界に一人しかいない自分も、周りの人も愛してほしいという願いが込められている。収録曲「涙のプリズム」は福井テレビ自殺防止キャンペーンのＣＭソングとして採用された。
- 1stマキシシングル「ぼくのゆめ」（2009年10月）

3曲収録。すべて当時小学校と幼稚園に通う、まだ幼い３人の兄妹にインタビューしてつくられた曲。子どもたちの、まっすぐな気持ちで絆を慈しむ様子が感じられる。収録曲「ゆっくり大きくなってね」は、子どもたちがボーカルを務めた。
- 1stシングル「愛の星を守り継ぐ者」（2009年12月）

1曲収録。「地球を守りたい」その気持ちをブログにて公募し、集めた投稿メッセージから歌詞を作り、完成した曲。地球の健康と人間の暮らしのバランスを考えさせられる。
- 2ndシングル「ONENESS／歩き続けよう」（2010年9月）

2曲収録。福井県の企業（Honda Cars若狭／株式会社八木熊）の依頼によって制作された社歌。社員が心を一つにし、大いなる夢に向かって邁進したい。立ち止まることなく次世代にバトンを渡すバトンを磨きながら夢を実現したい。それが自身の幸せとなり、家族の幸せとなり、お客様の幸せとなる。商売の最も美しい連鎖が、このＣＤに集約されている。
- 3rdシングル「Let’s Go!／君の明日へ」（2011年1月）

2曲収録。「Let’s Go!」は福井県越前市大虫小学校の100周年記念の応援ソング。生まれ育った地区の自然や人々が、いつだって君を見守っているというメッセージが込められている。「君の明日へ」は人生はチャレンジの繰り返しだから、まず踏み出してみよう、その決断は自分にしかできない。という歌詞の曲。どちらも未来を担う若者たちへのメッセージ。
- 2ndアルバム「ここに居る」（2012年5月）

11曲収録。目には見えなくても、心に太く根を生やす「親子の絆」という大木に気づき、感謝の想いで花を咲かせることができれば、人はもっと強くなれる。そんな深い親子愛、人間愛が感じられるアルバム。
- 4thシングル「カンテラ／Welfare」（2012年7月）

2曲収録。「カンテラ」は社会福祉法人「福授園」の利用者様の詩に一途がメロディをつけた楽曲。「Welfare」は福井県社会福祉協議会の創立60周年を記念し、テーマソングとして制作した曲。
- 2ndマキシシングル「未来に残そう命の環」（2013年2月）

3曲収録。「水辺と生き物を守る農家と市民の会」の、コウノトリを呼び戻す活動のテーマソング。美しく豊かな里地里山が広がる力になるようにという願いが込められている。歌詞には、生きるための農家の葛藤も込められている。
- 5thシングル「団地音頭／Thanks to the World」（2013年8月）

2曲収録。「団地音頭」は仮設住宅にお住まいの男性が書いた歌詞に、一途がメロディをつけた復興支援ソング。「仮設住宅に住むみんなの心を一つにしたい」という復興への希望が込められた曲。「Thanks to the World」は東日本大震災の後、「Japan. Thank You.」という観光庁のキャンペーンに賛同して作られた楽曲。
- 3rdアルバム「命を詩にして」（2014年9月）

7曲収録。さまざまな障がいを持ちながら、強く生きる福井県在住のK眞由美さん（本名:武内真紀）の歌詞に一途がメロディをつけた楽曲。彼女の歌詞からは、死の淵に立たされながらも「絶対に生きてやる！」という強い決意を感じとることができる。

## 参照
1. ↑  「アマバンドが大虫小応援歌」 読売新聞、2010年9月16日[要ページ番号]。
2. ↑  「創立100年 応援歌できた」 日刊県民福井、2010年9月16日[要ページ番号]。
3. ↑  「大虫小に応援歌誕生」 福井新聞、2010年9月16日[要ページ番号]。
4. ↑  「みんなの応援歌できたよ」 中日新聞、2010年9月16日[要ページ番号]。
5. ↑  「歌で広がれ 福祉の輪」 日刊県民福井、2012年2月6日[要ページ番号]。
6. ↑  「創立60周年の県社会福祉協 テーマソング作成」 中日新聞、2012年2月9日[要ページ番号]。
7. ↑  「鯖江・立待小が応援歌でグランプリ[リンク切れ]」 中日新聞、2014年2月22日。
8. ↑  「笑顔が生んだ応援歌[リンク切れ]」 朝日新聞、2013年10月27日。
9. ↑  「新郷小の誇り 応援歌に」 日刊県民福井、2013年10月27日[要ページ番号]。
10. ↑  「第二の校歌は明るく楽しい」 福井新聞、2013年10月29日[要ページ番号]。
11. ↑  「神明小 応援歌宝物に」 日刊県民福井、2013年11月3日[要ページ番号]。
12. ↑  「環境を守る活動 歌に」 日刊県民福井、2012年2月21日[要ページ番号]。
13. ↑  「コウノトリ歌で応援」 福井新聞、2012年4月1日[要ページ番号]。
14. ↑  「コウノトリの歌元気に」 福井新聞、2012年9月28日[要ページ番号]。
15. ↑  「生きる喜び 旋律に乗せ」 福井新聞、2012年12月25日[要ページ番号]。
16. ↑  「「団地音頭」で一体感[リンク切れ]」 石巻かほく新聞、2014年5月27日。
17. ↑  「団地音頭で交流[リンク切れ]」 石巻かほく新聞、2014年9月4日。
18. ↑  「子どもの未来思い楽曲」 福井新聞、2014年6月1日[要ページ番号]。
19. ↑  「キランキララン☆エンゼルランド 子どもの前でお披露目」 日刊県民福井、2014年6月1日[要ページ番号]。